# Rudolf Cogan
Rudolf Cogan (* 25. srpna 1971) je český politik, právník a ekonom, od roku 2012 zastupitel Královéhradeckého kraje (v letech 2016 až 2020 navíc radní kraje a v letech 2020 až 2024 náměstek hejtmana), v letech 2010 až 2014 starosta města Nová Paka, člen hnutí STAN.

## Vzdělání, profese a rodina
Vystudoval Právnickou fakultu Univerzity Karlovy a Vysokou školu ekonomickou. Studoval také na University of New South Wales v Sydney. Po ukončení studia působil jako akademický pracovník na Vysoké škole ekonomické a na Univerzitě Pardubice, kde se také věnoval publikační a vědecké činnosti. Složil advokátní zkoušky a několik let pracoval jako advokátní koncipient.
Kromě politiky také podniká. Ve svém volném čase sportuje, věnuje se zejména atletice a triatlonu.

## Politická kariéra
Do komunální politiky se pokoušel vstoupit ve volbách v roce 1998, když kandidoval jako nezávislý do Zastupitelstva města Nová Paka, ale neuspěl. Zastupitelem města se stal až po volbách v roce 2002 (byl lídrem kandidátky subjektu „Sdružení nezávislých kandidátů – Sportovci pro Novou Paku“). Mandát zastupitele ve volbách v roce 2006 obhájil a v listopadu 2006 se stal i místostarostou Nové Paky. Post zastupitele získal i ve volbách v roce 2010 (na kandidátce uváděn již jako nestraník za STAN v rámci subjektu „Sportovci pro Novou Paku“). Na začátku listopadu 2010 byl zvolen starostou města. Za jeho úřadování byla Nová Paka v roce 2012 vyhodnocena jako nejlepší město pro podnikání. Zastupitelem města zůstává i po volbách v roce 2014, avšak v listopadu 2014 skončil v pozici starosty města (nahradil jej Josef Cogan). V komunálních volbách v roce 2018 kandidoval do zastupitelstva Nové Paky ze 4. místa kandidátky subjektu „Sportovci pro Novou Paku“ (tj. STAN a nezávislí kandidáti). Mandát zastupitele města se mu podařilo obhájit. V komunálních volbách v roce 2022 kandidoval do zastupitelstva Nové Paky z 3. místa kandidátky subjektu „PAKA NAVŽDY!“ (tj. STAN a nezávislí kandidáti). Mandát zastupitele města znovu obhájil.
V krajských volbách 2012 kandidoval za TOP 09 a STAN na funkci hejtmana v Královéhradeckém kraji. Stal se sice krajským zastupitelem, ale vzhledem k zisku 8,25 % hlasů (tj. 5 mandátů) pro TOP 09 a STAN působil v opozici. Ve volbách v roce 2016 mandát krajského zastupitele obhájil, když kandidoval jako nestraník za hnutí STAN na kandidátce subjektu „STAROSTOVÉ A VÝCHODOČEŠI“. Dne 14. listopadu 2016 byl zvolen radním kraje pro oblast ekonomiky.
Ve volbách do Evropského parlamentu v roce 2014 kandidoval z pozice nestraníka navrženého STAN na 14. místě kandidátky TOP 09 a STAN, ale neuspěl. V krajských volbách v roce 2020 obhájil jako nestraník za hnutí STAN post zastupitele Královéhradeckého kraje, když kandidoval za subjekt „Občanská demokratická strana + STAROSTOVÉ A NEZÁVISLÍ a VÝCHODOČEŠI“. Dne 2. listopadu 2020 se navíc stal náměstkem hejtmana Královéhradeckého kraje pro finance.
V březnu 2024 byl zvolen z pozice člena hnutí STAN lídrem kandidátní listiny „Čtyřkoalice STAROSTOVÉ, TOP 09, HDK a LES“ pro krajské volby v září 2024 do Zastupitelstva Královéhradeckého kraje. Mandát krajského zastupitele se mu podařilo získat. Na začátku listopadu 2024 však skončil ve funkci náměstka hejtmana.

## Zajímavosti
Dne 19. prosince 2012 nastoupil v krajském hokejovém přeboru za klub BK Nová Paka. Nastoupil pouze v prvním a posledním střídání.